# (67) Asia
(67) Asia es un asteroide perteneciente al cinturón de asteroides descubierto el 17 de abril de 1861 por Norman Robert Pogson desde el observatorio de Madrás, la India. Está nombrado por Asia, una diosa de la mitología griega.

## Características orbitales
Asia orbita a una distancia media del Sol de 2,422 ua, pudiendo alejarse hasta 2,869 ua y acercarse hasta 1,975 ua. Su excentricidad es 0,1845 y la inclinación orbital 6,027°. Emplea 1377 días en completar una órbita alrededor del Sol.